# Saint-Grégoire-d’Ardennes
Saint-Grégoire-d’Ardennes – miejscowość i gmina we Francji, w regionie Nowa Akwitania, w departamencie Charente-Maritime.
Według danych na rok 1990 gminę zamieszkiwały 134 osoby, a gęstość zaludnienia wynosiła 38 osób/km² (wśród 1467 gmin regionu Poitou-Charentes Saint-Grégoire-d’Ardennes plasuje się na 859. miejscu pod względem liczby ludności, natomiast pod względem powierzchni na miejscu 1119.).